# 유럽 고속도로 871호선
유럽 고속도로 871호선(European route E871)은 불가리아의 소피아와 북마케도니아의 쿠마노보를 이어주는 총 연장 570 km의 거리를 이루는 유럽 고속도로 노선으로, 해당 도로는 B-클래스급으로 구성된다.

## 주요 경유지
- 불가리아
- 국도 제I-6호선(영어판) : 카잔러크 - 카를로보 - 피르도프 - 즐라티차 - 고르니보그로프(러시아어판)
- 국도 제I-1호선(영어판) : 고르니보그로프(러시아어판) - 소피아
- 국도 제I-18호선(영어판) : 소피아
- 국도 제I-1호선(영어판) : 소피아 - 페르니크 - 라도미르 - 큐스텐딜
- 국도 제I-6호선(영어판) : 큐스텐딜 - 갈리아노(영어판) -  불가리아/ 북마케도니아 국경 지대
- 북마케도니아
- A2 고속도로(영어판) : 우젬(영어판) - 크리바팔란카 - 믈라도나고리체인(영어판) - 쿠마노보

## 같이 보기
- 불가리아의 도로(영어판)
- 불가리아의 고속도로(영어판)